# George Colman den yngre
George Colman, född 21 oktober 1762, död 17 oktober 1836, var en brittisk teaterledare och teaterförfattare. Han var son till George Colman den äldre.
Colman ledde efter fadern Haymarket-teatern och skrev teaterstycken av alla slag, även opera. Berömt är hans lustspel John Bull från 1805. Han utgav även den teaterhistoriskt intressanta Random recollections (2 band, 1830).